# Флаг Звёздного (Санкт-Петербург)
Флаг внутригородского муниципального образования муниципальный округ Звёздное в Московском районе города Санкт-Петербурга Российской Федерации — опознавательно-правовой знак, служащий официальным символом муниципального образования и знаком единства его населения.
Флаг утверждён 10 сентября 2009 года и внесён в Государственный геральдический регистр Российской Федерации с присвоением регистрационного номера 5663.

## Описание
«Флаг муниципального образования Звёздное представляет собой прямоугольное полотнище с отношением ширины флага к длине — 2:3, воспроизводящее композицию герба муниципального образования муниципальный округ Звёздное в красном, белом, жёлтом и синем цветах».
Геральдическое описание герба гласит: «В червлёном (красном) поле с серебряной вызубреннозубчатой в ласточкин хвост главой, обременённой пятью лазоревыми (синими, голубыми) звездами, положенными дугообразно — возникающее снизу червлёное остриё, противолежащие стороны которого переходят в две золотые противонаправленные и наклонённые бычьи головы, сопровождаемые вверху серебряной лягушкой, сидящей на таком же листе кувшинки».

## Символика
Флаг составлен на основании герба муниципального образования муниципальный округ Звёздное, в соответствии с традициями и правилами вексиллологии и отражает исторические, культурные, социально-экономические, национальные и иные местные традиции.
В современных границах территории муниципального образования муниципальный округ Звёздное можно выделить пять исторических местностей: Чесма (до этого — Лягушачье Болото), Четыре руки (Средняя Рогатка) … — символом которых служат пять синих звёзд на флаге округа, также звёзды — аллегория названия муниципального образования муниципальный округ Звёздное. В геральдике звёзды традиционный символ вечности.
Белая вызубреннозубчатая в ласточкин хвост полоса — напоминание о исторических и современных топонимах муниципального округа Звёздное связаных с Москвой — станция метро «Московская», Московский проспект, универмаг «Московский», Московское шоссе, бывшие Московская волость и село Московка, современный Московский район города.
Два золотых быка — напоминание о двух известных скульптурах быков находящихся на территории муниципальный округ Звёздное, а также о мясокомбинате «Самсон». Бронзовые быки были отлиты в 1827 году по модели известного скульптора В. И. Демут-Малиновского. Современники оценили работу Демут-Малиновского как высокохудожественное реалистическое произведение анималистического жанра. Отливка скульптур в бронзе произведена в мастерской ваятеля на Васильевском острове под руководством талантливого литейщика Антипа Дмитриева. Вначале быки стояли на Царскосельской перспективе (ныне Московский проспект, дом № 65) при въезде на скотопригонный двор. В 1936 году их перевезли на Московское шоссе, где был построен мясокомбинат. Осенью 1941 года буквально под неприятельским артиллерийским огнём скульптуры были сняты с пьедесталов и на машинах доставлены в Александро-Невскую лавру, где и хранились на территории Тихвинского кладбища. После окончания войны бронзовые быки вернулись на свои прежние места — к воротам мясокомбината. Архитектурные и конструктивные достоинства здания мясокомбината (группа архитекторов во главе с Н. А. Троцким), макет которого был представлен на Всемирной выставке в Париже в 1937 году, были отмечены золотой медалью и дипломом Гран при.
Бык в геральдике — символ трудолюбия, упорства в достижении цели, настойчивости.
Серебряная лягушка — напоминание о бывшей местности Кекерекексинен (с фин. — «Лягушачье болото» (позднее — Чесма), где был построен Чесменский дворец и церковь.
Жёлтый цвет (золото) — могущество, сила, постоянство, вера, справедливость, добродетель, верность.
Белый цвет (серебро) — чистота помыслов, искренность, правдивость, невинность, благородство, откровенность, непорочность, надежда.
Синий цвет (лазурь) — слава, честь, верность, искренность, безупречность.
Красный цвет — сила, могущество, благородство, право, мужество храбрость, неустрашимость, а также геральдический цвет Санкт-Петербурга (наряду с золотом и серебром).